# حصار بهادر بندا
حصار بهادر بندا هو حصار وقع عندما حاصرت قوات ميسور بقيادة السلطان تيبو حصن بهادر عام 1787 م. هزم تيبو سلطان جيش المراثا بقيادة هاري بانت واستولى على الحصن الواقع في منطقة أحمد نجار الحالية في ماهاراشترا. كان هذا آخر اشتباك عسكري بين إمبراطورية المراثا والسلطان تيبو.

## الخلفية
كان بهادر بندا حصنًا تابعًا لإمبراطورية المراثا. حاصر تيبو سلطان، ملك ميسور، الحصن واستولى عليه عام 1787 م. قاد هاري بانت، أحد قادة إمبراطورية المراثا، قوات المراثا.

## العواقب
كان هذا آخر اشتباك عسكري بين إمبراطورية المراثا والسلطان تيبو.